# ایستگاه راه‌آهن کاردیف مرکزی
ایستگاه راه‌آهن کاردیف مرکزی (ویلزی: Caerdydd Canolog) یک ایستگاه راه‌آهن در کاردیف، ولز است.
این ایستگاه که در سال ۱۸۵۰ تأسیس شده جزئی از خط کراس کانتری و خط اصلی جنوب ولز است.

## نگارخانه

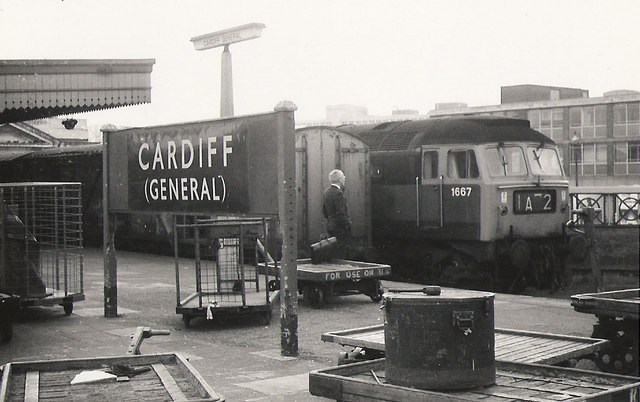
Cardiff General in May 1970
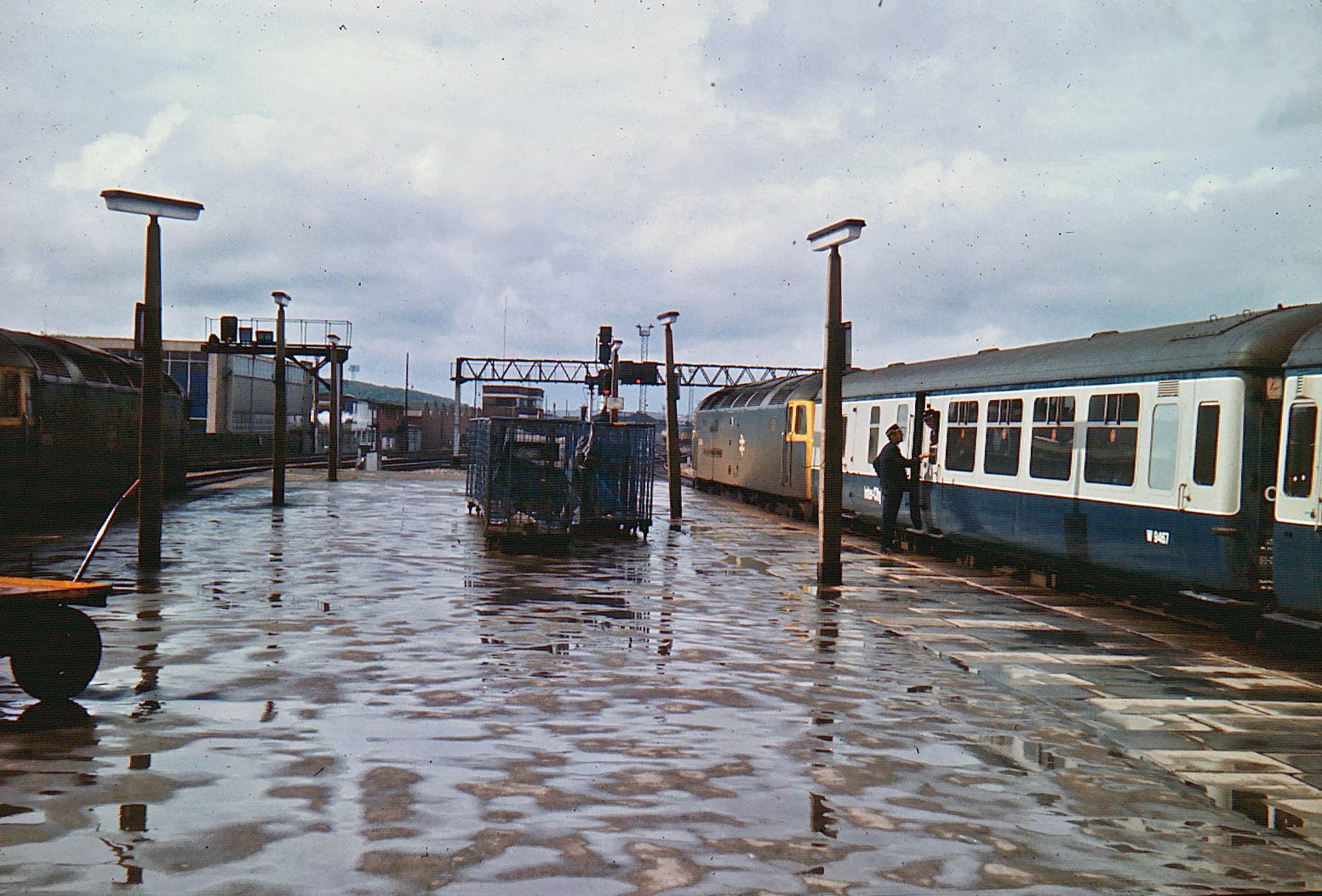
کلاس 47, Mark 2c coaches and some  BRUTE s, September 1975
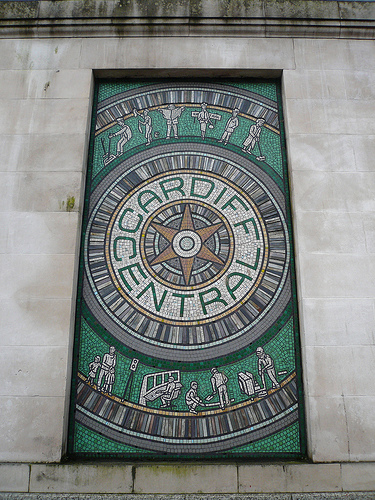
A mosaic outside the station
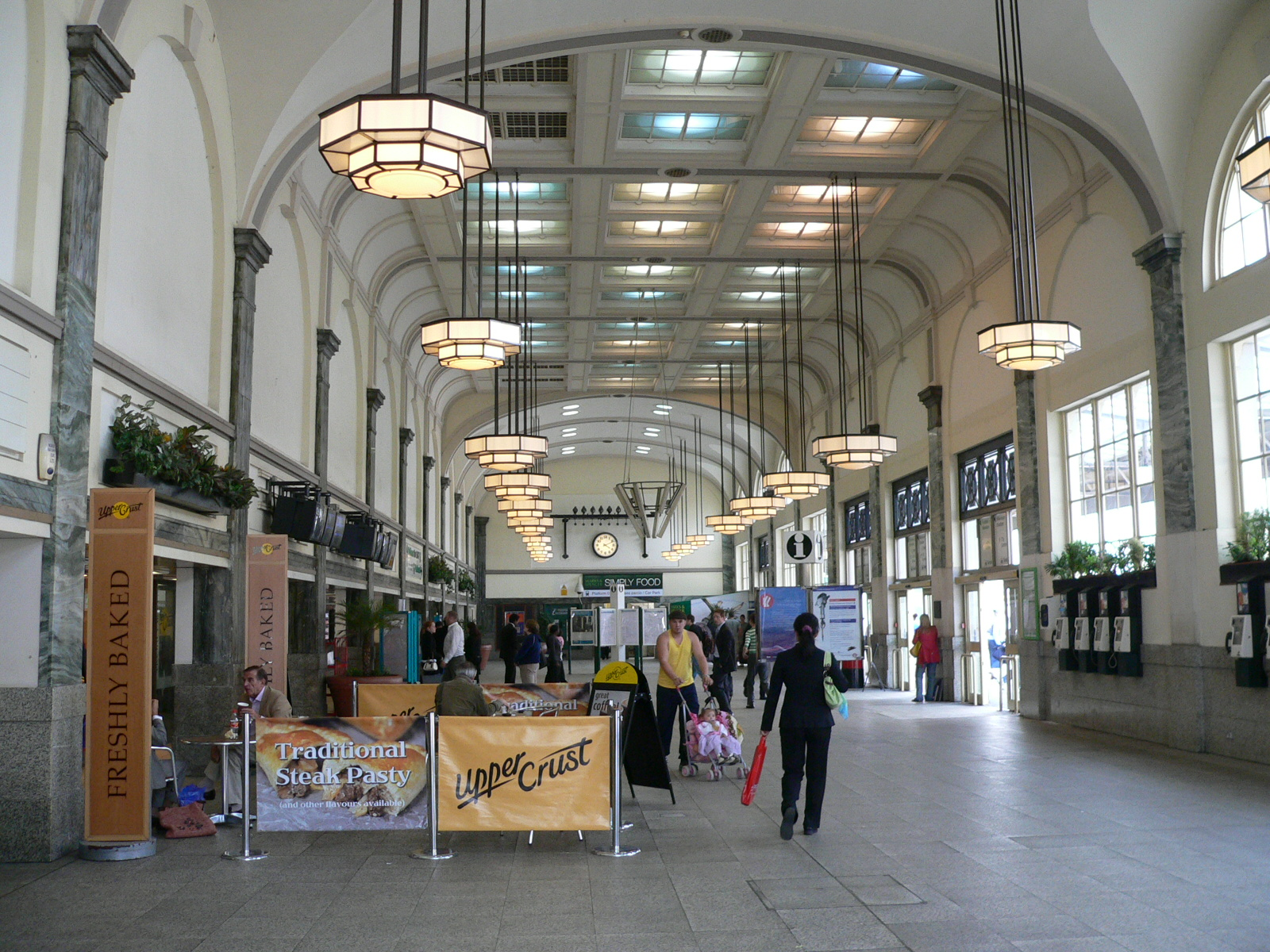
The Concourse looking west
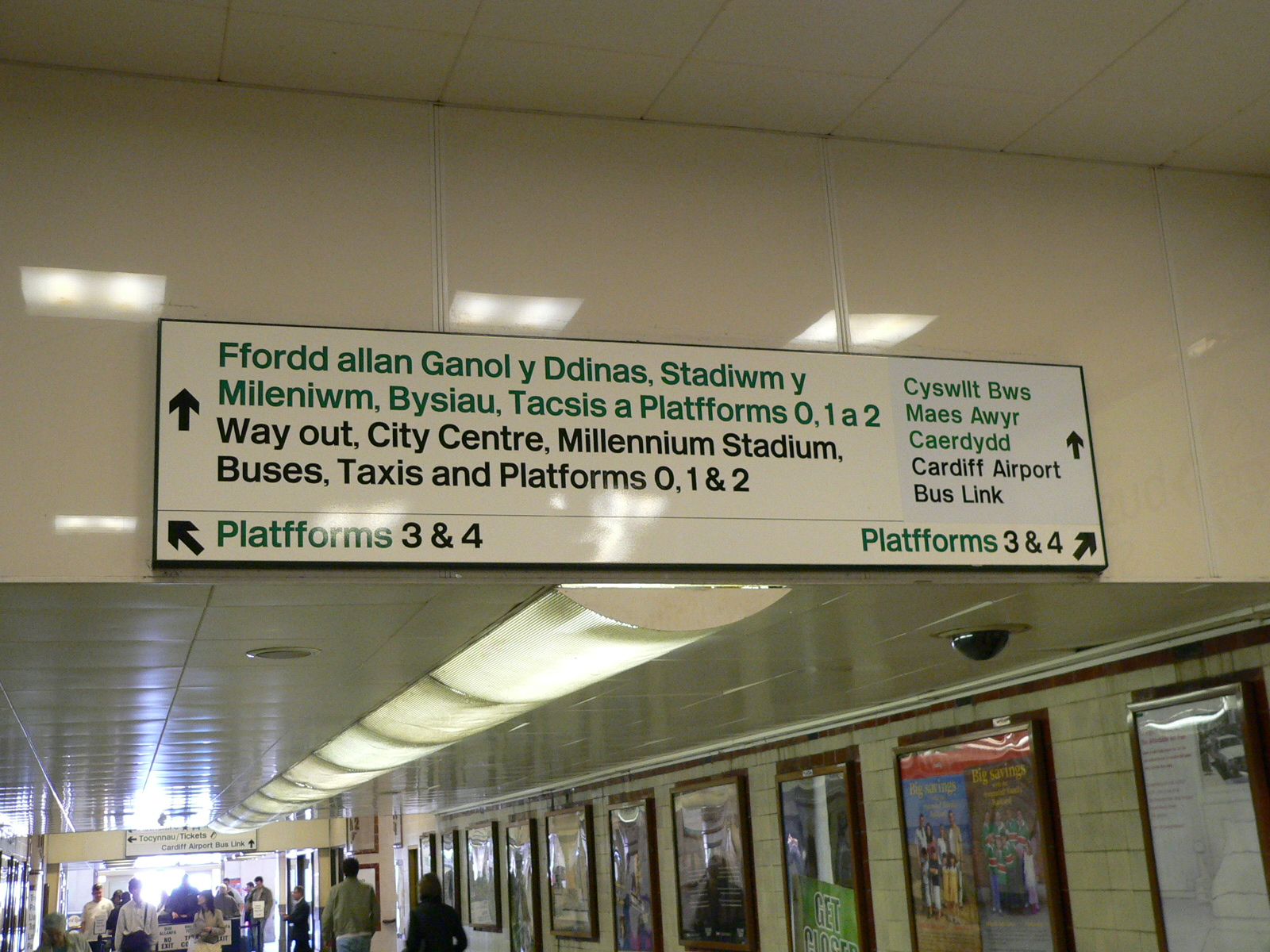
The Subway
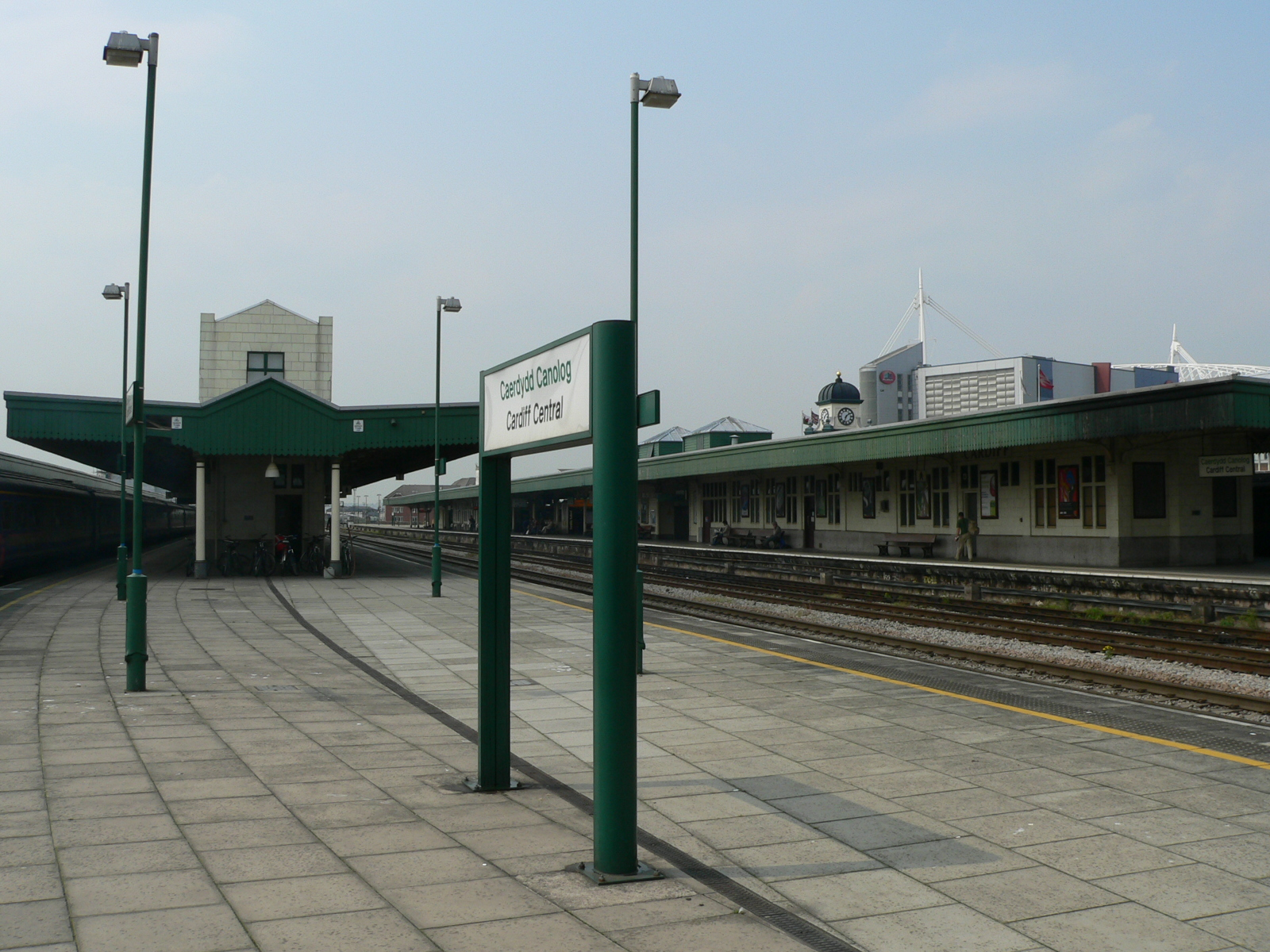
The view from the eastern end of Platform 3 & 4
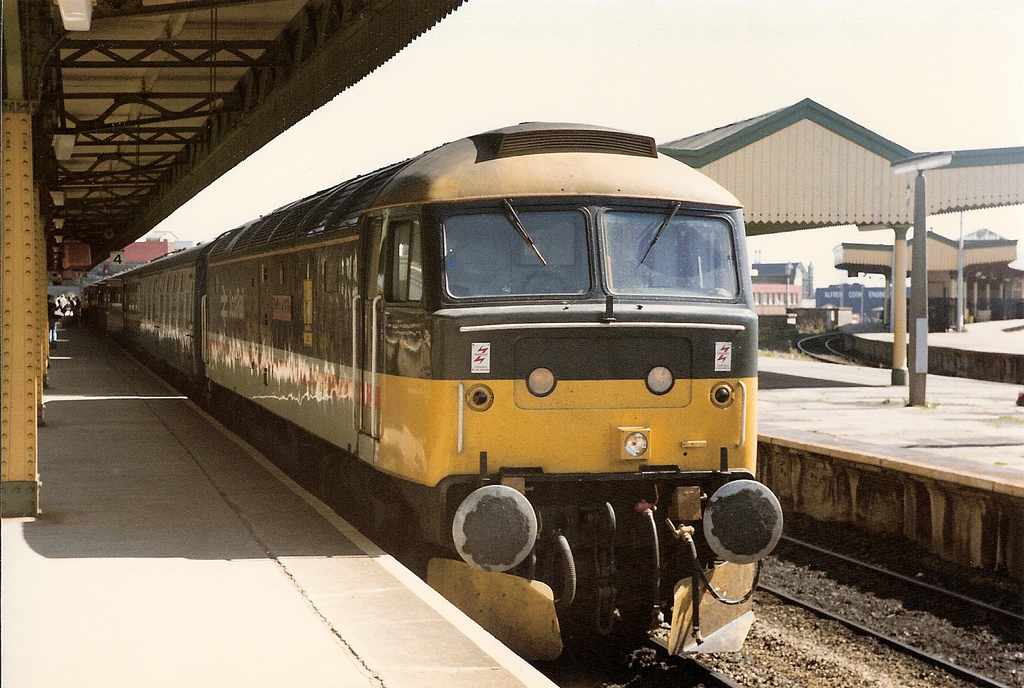
British Rail Class 47 الیزابت، شهبانوی مادر in ScotRail livery on Platform 4 in 1986